# 劉諭
劉諭（1409年—？），字偕立，江西吉安府吉水縣人，民籍。明朝政治人物。進士出身。

## 生平
順天府鄉試第二十三名。正統十年（1445年）乙丑科會試第八十一名，殿試登進士第三甲第四名。

## 家族
曾祖劉志瑞。祖父劉詠沂。父亲劉丕武，曾任衛府紀善。